# عادات مصر القديمة

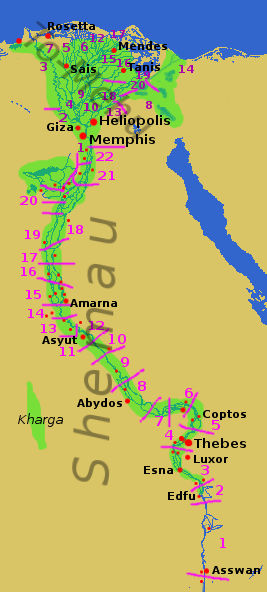

تستمد عادات مصر القديمة (بالإسبانية: Costumbres del Antiguo Egipto)‏ والروتين اليومي للسكان والمدن والحرف والاقتصاد أهميتها من الزراعة واحتياجاتها وفوائدها. وقد أكد هيرودوت أن مصر هي هبة النيل وأن نهر النيل هو مصدر كل جوانب الحياة كافة بما في ذلك ديانة قدماء المصريين والأساطير الفرعونية. وحدثت ثورة العصر الحجري الحديث على ضفاف نهر النيل عن طريق تربية الحيوانات المستأنسة. وقادت زيادة الرغبة في إنتاح أكبر قدر من العشب على الطمي إلى إنشاء هندسة الري، والذي أدى بدوره إلى تنظيم اقتصاد التخزين مما ساعد على تطوير العلوم والفنون:
- الكتابة وكانت تهدف إلى إدارة الموارد.
- الهندسة الرياضية والتي كانت تهدف إلى حساب نسبة التفاوت في السواقي والقنوات وقياس السطح.
- والجبر كان يهدف إلى توزيع نسبة التدفق بدقة.
- علم الفلك كان يهدف إلى التنبؤ ارتفاع معدل متوسط مياه نهر النيل ومنها حساب التقويم لإعلان وتنظيم الأعمال.

## تنظيم الدولة

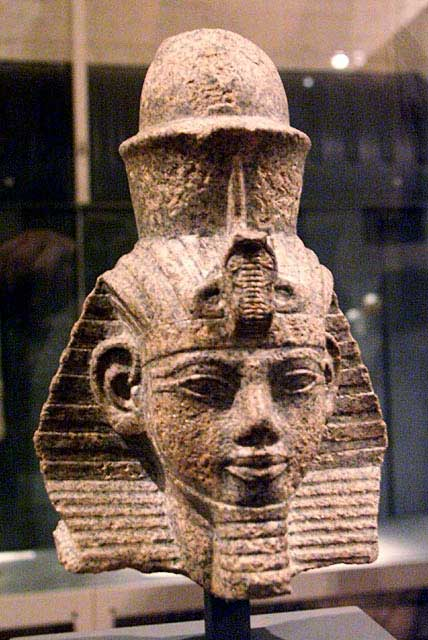
أمنحتب الثالث مع اثنين من التيجان

كون الفرعون هو تجسيد للإله حورس في الأرض، أدي إلي الحكم المطلق علي باقي البشر منذ عصور ما قبل الأسرات، والذين كانوا يعتبروه بالتأكيد مالك لكل مصر، أراضيهم، محاصيلهم، الأسلحة وحتي الناس تنتمي إليه وكان يُعزي عندما يحدث شئ في البلد، سواء كان ذلك في مواسم الحصاد الجيدة أو فيضان النيل قبل أوانه. وكان تحت اسم فيزريس، كهنة، قادة، وغبرها من المناصب العالية.
كان التوحيد بين مصر العليا والسفلي في عهد الملك نارمر إشارة لبداية الحضارة المصرية، ولكن ابدا لم يُنسي التقسيم البدائي. خلال فترة طويلة كان هناك إدارتين وبعد ذلك إندمجوا ليصبحوا سلسلة من الرموز التي سجلوها، خاصتاً في الطقوس الملكية. تعرف أكثر بالتاج المزدوج.
وكونه المالك الوحيد للأرض، فان للفرعون الحق في حصاد ثماره، على الرغم من أن في بعض الأحيان يتم التنازل عن الأراضى إلى المعابد، (التي جاءت للسيطرة على الممتلكات الهائلة) أو إلى الافراد بالإضافة إلى دفع الرسوم، في هذة الحالة تعاد الممتلكات العقارية إلى الوقف الرسمى (حالة الحكام المحلين) أو تكون كجائزة مشروطة، على سبيل المثال قدامى المحاربين شريطة ان يكون ابنه قد خدم في الجيش.
لا أحد يتذكر الاتفاق في أوقات الضعف الحقيقى وأصبحت الأراضى وراثية. ولكن في أي حال، يقوم الفرعون أو الكهنة أو النبلاء بتأجير المزارعين ذوى الخبرة من الباطن. فقد كان يحتشد عدد كبير من المسئولين أثناء تحصيل الضرائب، وللسيطر على كل هذا قاموا بادلاء كل التعدادات المتكررة، مع الدفع لكل واحد منهم بجزء من عمله والحبوب والحيوانات أو المنتجات الصناعية.
وكانت قوة الكهنة الكبيرة نتيجة مباشرة لالوهية الملك والذين عُينوا شخصياً من قِبله لتمثيله في العبادة.

## الدين
كانت الآلهة في ذلك الوقت تجسد على شكل إنسان، على الرغم من تدخل بعض العناصر الأخرى المأخوذة من الحيوانات، حتى تمثل قوة الاله وسلطته. يليها العلاقات الأسرية، والتي تعتبر في غاية الأهمية عند المصريين، حيث يتم تجميعها في الثلاثيات الأسرية. وبهذة الطريقة كانوا من السهل أن يتذكروا ويتعرفوا عليها.

## التحنيط
قام المصريون بتحنيط الفراعنة بعد من المواد منها مادة القطران.التي ساعدت على حفظ الجثث لفترة طويلة.

## الجيش
أنشيء أول جيش نظامي في العالم في مصر، تأسس حوالي سنة 3200 ق.م. وقد كان ذلك بعد توحيد الملك مينا لمصر. فقبل ذلك العام كان لكل إقليم من الأقاليم المصرية جيش خاص به يحميه، ولكن بعد حرب التوحيد المصرية أصبح لمصر جيش موحد تحت إمرة ملك مصر. وقد كان الجيش المصري أقوى جيش في العالم وبفضله أنشأ المصريون أول إمبراطورية في العالم وهي الإمبراطورية المصرية الممتدة من تركيا شمالاً إلى الصومال جنوباً ومن العراق شرقاً إلى ليبيا غرباً، وقد كان ذلك هو العصر الذهبي للجيش المصري. كان المصريون هم دائماً العنصر الأساسي في الجيش المصري. كان الجيش المصري يتكون من الجيش البري (المشاة والعربات التي تجرها الخيول والرماحين وجنود الحراب والفروع الأخرى) والأسطول الذي كان يحمى سواحل مصر البحرية كلها إضافة إلى نهر النيل. ومازالت بعض الخطط الحربية المصرية القديمة تُدَرَّس في أكاديميات العالم ومصر العسكرية. وقد قدمت العسكرية المصرية القديمة العديد من القواد كالإمبراطور (تحتمس الثالث) أول إمبراطور في التاريخ وهو الذي أنشأ الإمبراطورية المصرية وفي رصيده العديد من المعارك والحروب، أشهرها معركة مجدو.

## اقرأ أيضا
- إيزيس
- أوزيريس
- حورس
- حتحور
- سث
- اسطورة إيزيس وأوزوريس
- جب
- حضارة قدماء المصريين.
- الإمبراطورية المصرية.
- الكتابة في مصر القديمة.
- نوت
- كتاب الموتى
- نصوص الأهرام
- ماعت
- تحوت
- آمون